# فيديريكو بروبست
فيديريكو بروبست (بالإسبانية: Federico Probst)‏ هو مجدف أرجنتيني، (و. 1905  م).

## وصلات خارجية
- فيديريكو بروبست على موقع الاتحاد الدولي للتجديف (الإنجليزية)
- فيديريكو بروبست على موقع أوليمبيديا (الإنجليزية)